# Agustín González Romo
José Agustín González Romo (Sevilla, 11 de mayo de 1974) es un político y funcionario español. Desempeñó como Alcalde de Jaén por el Partido Popular, entre junio de 2023 y enero de 2025, cuando cesó tras una moción de censura.

## Biografía
Nació en Sevilla en 1974. Su padre, Felipe era un conocido pediatra y su madre maestra. Tiene tres hermanos.Agustín vivió su infancia en Jaén, donde completó sus estudios iniciales y el bachillerato en el colegio de Santa María de la Capilla, de los Hermanos Maristas. Se licenció en Derecho. Se integró en el Cuerpo Superior de Técnicos de la Administración de la Seguridad Social (2003).
Desde entonces ha ocupado diversos cargos: Consejero de Trabajo, Migraciones y Seguridad Social en Rabat (Marruecos); director provincial de la Tesorería de la Seguridad Social en Jaén y Secretario general de Empleo y Trabajo Autónomo; director general de Consumo.Ha sido director de la Revista FORO de Seguridad Social (2016-2020).
Tras las elecciones municipales de 2023, Agustín González accedió a la alcaldía de la capital andaluza, tras sumar a los once concejales del Partido Popular, los tres concejales de Jaén Merece Más. El anterior partido en el gobierno, el socialista pasa con sus once concejales a la oposición, al igual que los dos concejales de Vox.
Tras llegar a un acuerdo con JMM, el PSOE presentó una moción de censura a favor de Julio Millán en enero de 2025 por la que el Partido Popular pasó a la oposición.